# Štumberk
Štumberk je manjši potok, ki se zahodno od Brestanice kot levi pritok izliva v reko Savo.